# 1414
Il 1414 (MCDXIV in numeri romani) è un anno  del XV secolo.

## Eventi
- 7 gennaio – Tommaso Mocenigo viene eletto sessantaquattresimo doge di Venezia.
- Inizia il Concilio di Costanza, che pone fine allo scisma d'occidente.
- Sale al trono di Napoli Giovanna II d'Angiò, sorella di Ladislao I.

## Nati
- 14 maggio - Francesco I di Bretagna, nobile francese († 1450)
- 5 luglio - Rinaldo Piscicello, cardinale e arcivescovo cattolico italiano († 1457)
- 21 luglio - Papa Sisto IV, papa, vescovo cattolico e cardinale italiano († 1484)
- 9 novembre - Alberto III di Brandeburgo, militare († 1486)
- 15 novembre - Munjong di Joseon, re coreano († 1452)
- Tiberto Brandolini, condottiero italiano († 1462)
- Anna di Braunschweig-Grubenhagen, nobile tedesca († 1474)
- Onorato II Caetani, nobile e mecenate italiano († 1491)
- Carlo IV d'Angiò, nobile († 1472)
- Antonio Casotti, architetto italiano († 1490)
- Baldassarre Castiglione, nobile e condottiero italiano († 1478)
- Cherubino da Spoleto, francescano, predicatore e scrittore italiano († 1484)
- Giovanni Conti, cardinale e arcivescovo cattolico italiano († 1493)
- Gerolamo Bartolomeo Gadio, architetto e ingegnere italiano († 1484)
- Giovanni da Dukla, presbitero, religioso e santo polacco († 1484)
- Giami, poeta persiano († 1492)
- Sebastiano Maggi, religioso italiano († 1496)
- Gregorio Tifernate, filologo, grecista e umanista italiano († 1462)
- Zaccaria Trevisan, politico, diplomatico e umanista italiano († 1466)
- Niccolò Vitelli, condottiero italiano († 1486)
- Thomas de Courtenay, V conte di Devon, nobile inglese († 1458)
- Carlo I di Nevers, nobile († 1464)

## Morti
- 23 gennaio - Devletşah Hatun, principessa ottomana (n. 1365)
- 7 febbraio - Francesco Crippa, arcivescovo cattolico italiano
- 18 febbraio - Filippino Gonzaga di Palazzolo, condottiero italiano
- 19 febbraio - Thomas Arundel, arcivescovo cattolico inglese (n. 1353)
- 1º marzo - Verde Visconti, nobile italiano (n. 1352)
- 15 marzo - Gilles Deschamps, cardinale e vescovo cattolico francese
- 28 marzo - Giovanna Maria de Maillé, mistica francese (n. 1331)
- 10 giugno - Beatrice di Norimberga, nobildonna (n. 1362)
- 6 agosto - Ladislao I di Napoli, re (n. 1377)
- 29 agosto - Jacopo del Torso, cardinale italiano
- 12 settembre - Giovanni di Prades, nobile, politico e militare spagnolo (n. 1335)
- 12 ottobre - Galeotto II Malatesta, condottiero italiano (n. 1398)
- 21 dicembre - Guglielmo di Estouteville I, vescovo francese (n. 1354)
- Giovanni VII di Werle, principe (n. 1375)
- Jacopo da Forlì, medico e filosofo italiano
- Kepek Khan, condottiero mongolo
- Kerimberdi, condottiero mongolo
- Oddone di Thoire-Villars, nobile (n. 1354)
- Zaccaria Trevisan, politico, diplomatico e umanista italiano (n. 1370)

## Calendario
| Calendario 1414 | Calendario 1414 | Calendario 1414 | Calendario 1414 | Calendario 1414 | Calendario 1414 | Calendario 1414 | Calendario 1414 | Calendario 1414 | Calendario 1414 | Calendario 1414 | Calendario 1414 | Calendario 1414 | Calendario 1414 | Calendario 1414 | Calendario 1414 | Calendario 1414 | Calendario 1414 | Calendario 1414 | Calendario 1414 | Calendario 1414 | Calendario 1414 | Calendario 1414 | Calendario 1414 | Calendario 1414 | Calendario 1414 | Calendario 1414 | Calendario 1414 | Calendario 1414 | Calendario 1414 | Calendario 1414 | Calendario 1414 | Calendario 1414 |
| --------------- | --------------- | --------------- | --------------- | --------------- | --------------- | --------------- | --------------- | --------------- | --------------- | --------------- | --------------- | --------------- | --------------- | --------------- | --------------- | --------------- | --------------- | --------------- | --------------- | --------------- | --------------- | --------------- | --------------- | --------------- | --------------- | --------------- | --------------- | --------------- | --------------- | --------------- | --------------- | --------------- |
|                 | 1               | 2               | 3               | 4               | 5               | 6               | 7               | 8               | 9               | 10              | 11              | 12              | 13              | 14              | 15              | 16              | 17              | 18              | 19              | 20              | 21              | 22              | 23              | 24              | 25              | 26              | 27              | 28              | 29              | 30              | 31              |                 |
| Gennaio         | Lu              | Ma              | Me              | Gi              | Ve              | Sa              | Do              | Lu              | Ma              | Me              | Gi              | Ve              | Sa              | Do              | Lu              | Ma              | Me              | Gi              | Ve              | Sa              | Do              | Lu              | Ma              | Me              | Gi              | Ve              | Sa              | Do              | Lu              | Ma              | Me              |                 |
| Febbraio        | Gi              | Ve              | Sa              | Do              | Lu              | Ma              | Me              | Gi              | Ve              | Sa              | Do              | Lu              | Ma              | Me              | Gi              | Ve              | Sa              | Do              | Lu              | Ma              | Me              | Gi              | Ve              | Sa              | Do              | Lu              | Ma              | Me              |                 |                 |                 |                 |
| Marzo           | Gi              | Ve              | Sa              | Do              | Lu              | Ma              | Me              | Gi              | Ve              | Sa              | Do              | Lu              | Ma              | Me              | Gi              | Ve              | Sa              | Do              | Lu              | Ma              | Me              | Gi              | Ve              | Sa              | Do              | Lu              | Ma              | Me              | Gi              | Ve              | Sa              |                 |
| Aprile          | Do              | Lu              | Ma              | Me              | Gi              | Ve              | Sa              | Do              | Lu              | Ma              | Me              | Gi              | Ve              | Sa              | Do              | Lu              | Ma              | Me              | Gi              | Ve              | Sa              | Do              | Lu              | Ma              | Me              | Gi              | Ve              | Sa              | Do              | Lu              |                 |                 |
| Maggio          | Ma              | Me              | Gi              | Ve              | Sa              | Do              | Lu              | Ma              | Me              | Gi              | Ve              | Sa              | Do              | Lu              | Ma              | Me              | Gi              | Ve              | Sa              | Do              | Lu              | Ma              | Me              | Gi              | Ve              | Sa              | Do              | Lu              | Ma              | Me              | Gi              |                 |
| Giugno          | Ve              | Sa              | Do              | Lu              | Ma              | Me              | Gi              | Ve              | Sa              | Do              | Lu              | Ma              | Me              | Gi              | Ve              | Sa              | Do              | Lu              | Ma              | Me              | Gi              | Ve              | Sa              | Do              | Lu              | Ma              | Me              | Gi              | Ve              | Sa              |                 |                 |
| Luglio          | Do              | Lu              | Ma              | Me              | Gi              | Ve              | Sa              | Do              | Lu              | Ma              | Me              | Gi              | Ve              | Sa              | Do              | Lu              | Ma              | Me              | Gi              | Ve              | Sa              | Do              | Lu              | Ma              | Me              | Gi              | Ve              | Sa              | Do              | Lu              | Ma              |                 |
| Agosto          | Me              | Gi              | Ve              | Sa              | Do              | Lu              | Ma              | Me              | Gi              | Ve              | Sa              | Do              | Lu              | Ma              | Me              | Gi              | Ve              | Sa              | Do              | Lu              | Ma              | Me              | Gi              | Ve              | Sa              | Do              | Lu              | Ma              | Me              | Gi              | Ve              |                 |
| Settembre       | Sa              | Do              | Lu              | Ma              | Me              | Gi              | Ve              | Sa              | Do              | Lu              | Ma              | Me              | Gi              | Ve              | Sa              | Do              | Lu              | Ma              | Me              | Gi              | Ve              | Sa              | Do              | Lu              | Ma              | Me              | Gi              | Ve              | Sa              | Do              |                 |                 |
| Ottobre         | Lu              | Ma              | Me              | Gi              | Ve              | Sa              | Do              | Lu              | Ma              | Me              | Gi              | Ve              | Sa              | Do              | Lu              | Ma              | Me              | Gi              | Ve              | Sa              | Do              | Lu              | Ma              | Me              | Gi              | Ve              | Sa              | Do              | Lu              | Ma              | Me              |                 |
| Novembre        | Gi              | Ve              | Sa              | Do              | Lu              | Ma              | Me              | Gi              | Ve              | Sa              | Do              | Lu              | Ma              | Me              | Gi              | Ve              | Sa              | Do              | Lu              | Ma              | Me              | Gi              | Ve              | Sa              | Do              | Lu              | Ma              | Me              | Gi              | Ve              |                 |                 |
| Dicembre        | Sa              | Do              | Lu              | Ma              | Me              | Gi              | Ve              | Sa              | Do              | Lu              | Ma              | Me              | Gi              | Ve              | Sa              | Do              | Lu              | Ma              | Me              | Gi              | Ve              | Sa              | Do              | Lu              | Ma              | Me              | Gi              | Ve              | Sa              | Do              | Lu              |                 |